# Adolphe Larreillet
Pierre Adolphe Larreillet, dit Adolphe Larreillet, né le 29 mars 1805 à Ychoux et mort le 15 janvier 1843 à Brocas, , est un industriel, maître des forges de Brocas.

## Biographie

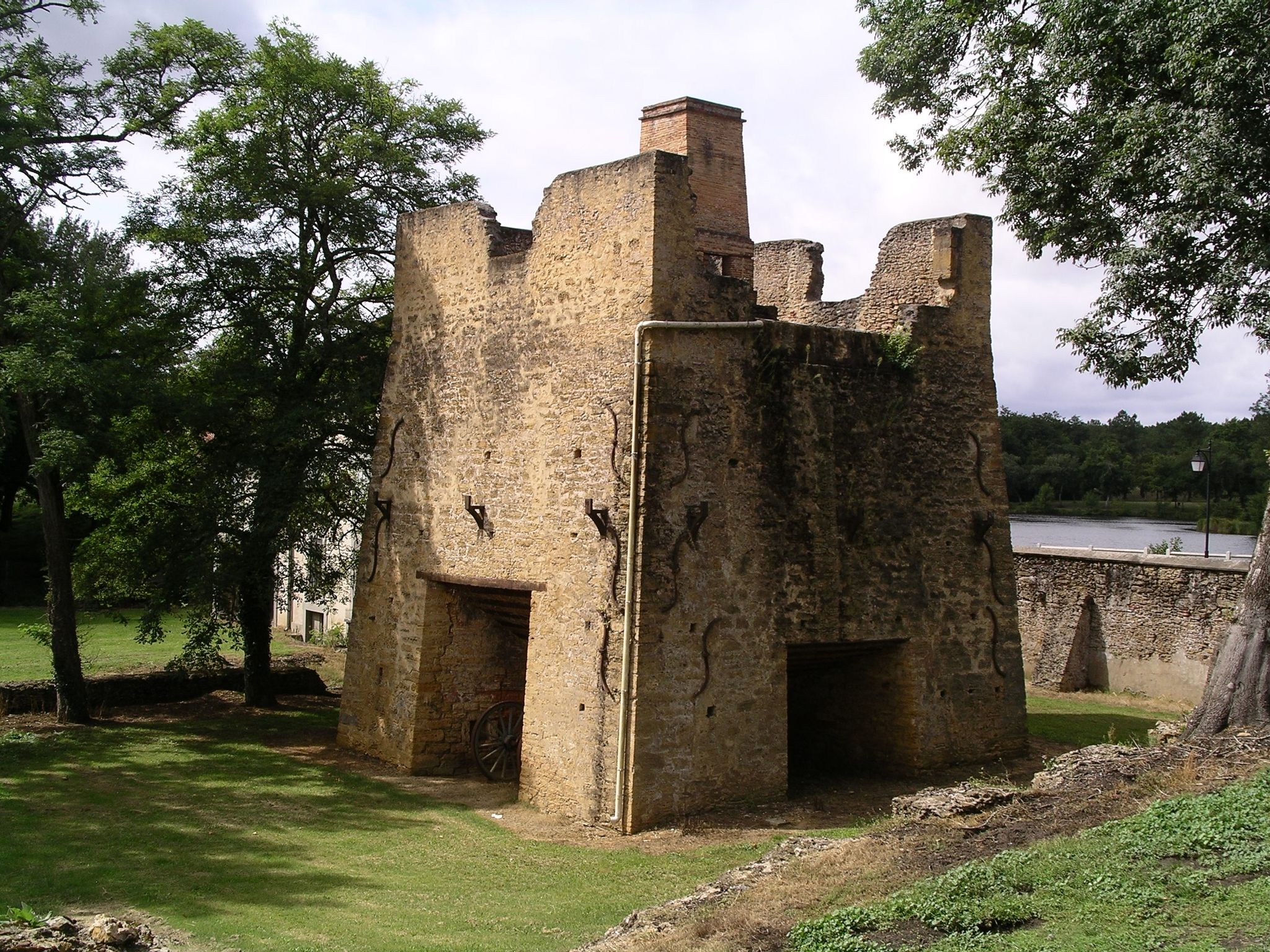
Un haut-fourneau des forges de Brocas.

Adolphe Larreillet est le fils de Dominique Larreillet,, maître de forges, propriétaire terrain, fondateur et exploitant des forges d'Ychoux, de la forge de Pissos en 1818 et de la forge de Brocas en 1832, et de Catherine Délès. Il est l'époux de Delphine Lestage.
Le dimanche 15 janvier 1843, à la suite d'une crue brutale de l'Estrigon, le maître des forges décide, pour sauver le haut fourneau, de libérer les vannes de la retenue. Une fausse manœuvre sur la plus grosse d'entre elles provoque l'effondrement du pont et la disparition de 17 personnes, dont celle du maire, Adolphe Larreillet. Son corps est le seul qui n'a jamais été retrouvé, comme le rappelle le cénotaphe érigé par son frère, Camille Larreillet. Une rumeur locale a rapproché sa disparition et le fait qu'il aurait été ce jour-là, porteur de la paye des ouvriers de l'usine. Ce rapprochement est à l'origine d'une chanson nommée La chanson de la noyade de Brocas.
Adolphe Larreillet a été maire de Brocas de 1840 à sa mort en 1843.

## Hommages

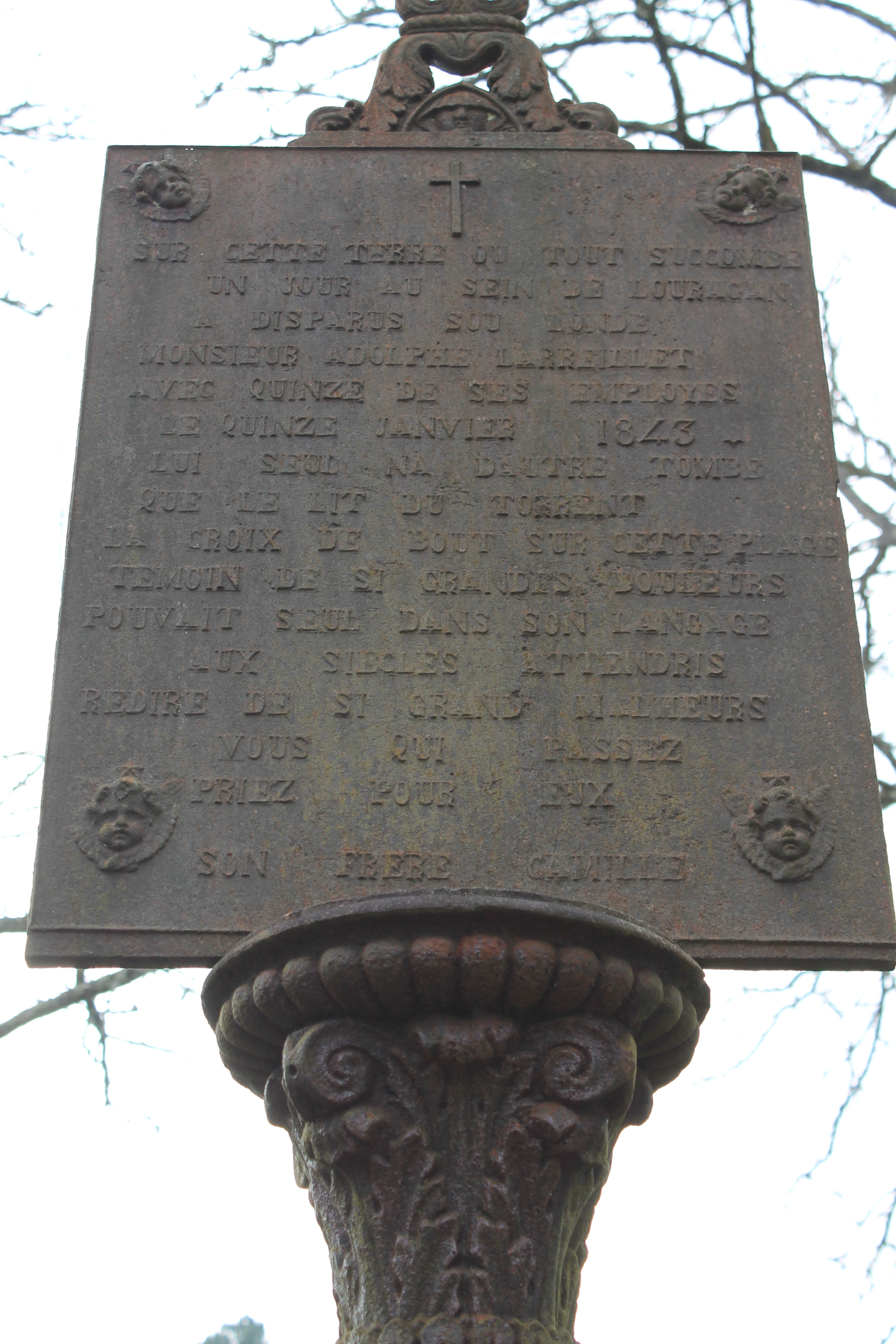
Vue du mémorial en fonte commémorant la catastrophe du 15 janvier 1843.

La chanson de la noyade de Brocas retrace l'épisode de la noyade qui causa la mort d'Adolphe Larreillet et constitue un élément orale de la culture locale. Une transcription a été réalisée par Bernard Manciet (poète gascon, né en 1923) sous la dictée de son père Étienne. Bernard Manciet a également réalisé un enregistrement de cette chanson, disponible à la phonothèque de l'Institut d’Études Méridionales de la Faculté des Lettres de Toulouse.
Il existe à Brocas un monument en fonte commémorant la catastrophe de 1843 ainsi qu'une Voie Lareillet.